# Khetlal
Khetlal è un sottodistretto (upazila) del Bangladesh situato nel distretto di Joypurhat, divisione di Rajshahi. Si estende su una superficie di 142,6 km² e conta una popolazione di  108.326 abitanti (censimento 2011).